# 宝龙美术馆
宝龙美术馆（英語：Powerlong Art Museum）是一座位于上海的美术馆，隶属于宝龙集团。

## 历史
2017年11月18日建成开馆，位于上海闵行区漕宝路3055号，毗邻闵行博物馆和上海海派艺术馆。占地面积23000平方米，有十个展厅。2021年12月25日至2022年2月25日，“RONG-源”空间艺术展在宝龙美术馆展出。

## 营业时间
- 周二至周日：上午十点至下午六点
- 周一闭馆

## 交通
- 上海地铁九号线七宝站
- 上海地铁十号线航中路站